# Матфей (митрополит Казанский)
Митрополит Матфей — епископ Русской православной церкви, митрополит Казанский и Свияжский.

## Биография
Впервые упоминается 2 июля 1606 года, когда был назначен игуменом Кирилло-Белозерского монастыря. Его настоятельство пришлось на Смутное время (1606—1615). При этом проявил незаурядные администраторские способности и мудрую распорядительность.
В 1612 году отряды поляков, захватившие к этому времени Вологду и Великий Устюг, 12 августа попытались захватить монастырь внезапным ударом, но попытка провалилась. 5 и 11 декабря монахи и укрывшиеся в монастыре местные жители под руководством игумена Матфея отбили хорошо организованные приступы. К концу 1612 года осада была снята.
Своими патриотическими действиями он завоевал большое доверие со стороны духовной и светской власти. В 1613 году его пригласили в Москву для избрания нового царя, где он был видным деятелем на состоявшемся 21 февраля 1613 года Великом земском соборе.
Патриотическая и общественная деятельность игумена Матфея выдвинула его из ряда других духовных лиц, он был избран кандидатом на Казанскую митрополию.
7 февраля 1615 года состоялась хиротония Матфея во епископа Казанского и Свияжского с возведением в сан митрополита.
В Казанском крае было в то время очень неспокойно. Отголоски Смутного времени прокатывались по всему Поволжью. Поэтому на Казанскую кафедру требовался архипастырь деятельный и твёрдый. Этими качествами и отличался преосвященный Матфей.
Митрополит Матфей, являясь мужем государственным, в сане иерарха, по прибытии в Казань проявил себя как церковный деятель и радетель о своей разноплеменной пастве и как печальник о разных нуждах своей епархии. Он стремился укрепить православие в епархии. С этой целью 20 июня 1630 года он осуществил перенесение почитаемых в Казани мощей святого Гурия из Спасо-Преображенского монастыря в кафедральный Благовещенский собор.
Деятельность митрополита Матфея в Казанской епархии была обширна и разнообразна. В первую очередь, ему пришлось усмирять взбунтовавшихся иноверцев, часто приходилось разбирать спорные дела казанских воевод, мирить их между собой. С ним советовались по житейским вопросам, он мог ответить и как организовать оборону города, и какое оружие применить, и где его достать. Он пользовался доверием царя и патриарха, которые прислушивались к мнению Казанского архипастыря, как человека объективного в своих суждениях.
Большое значение в деле укрепления православия в крае имела миссионерская деятельность митрополита Матфея. Однако напряжённая обстановка среди новокрещёных, сложившаяся в Смутное время, не давала возможности широко развернуть миссионерское дело. Поэтому святитель Матфей стремился, в первую очередь, удержать в православии тех, кто принял уже крещение раньше, защищая их от некрещёных соплеменников.
Большое внимание уделял строительству монастырей в крае, справедливо считая их опорой православия. При нём основана Седмиозерная пустынь в 18 км от Казани. Этой обители Матфей уделял много внимания. Почти одновременно с Седмиозерной была устроена по благословению владыки и другая пустынь — Раифская Богородская пустынь. К первым годам его управления Казанской епархией относят устройство Троицкой Ураевской пустыни. В 1625 году возникла четвёртая православная обитель при митрополите Матфее — Спасо-Юнгинский монастырь. Через три года в нём были построены две церкви — одна в честь Нерукотворенного Образа Спасителя, другая — в честь Казанской иконы Божией Матери. Много внимания уделял благоустройству архиерейского дома. Святитель Матфей плодотворно управлял Казанской епархией в течение 31 года.
Скончался 13 января 1646 года. Погребён в кафедральном соборе, у северной стены.